# Río Tamesí
El río Tamesí es un río del noreste de México, un afluente del curso bajo del río Pánuco, en el que confluye a unos 16 km de su desembocadura en la Barra de Tampico, en el golfo de México.

## Descripción
Atraviesa parte del sur del estado de Tamaulipas, pasando por los municipios de Palmillas, Jaumave, Llera, El Mante, González, Altamira, Xicoténcatl y Tampico. Termina su trayecto al unir sus aguas con las del río Pánuco.
El río nace en Palmillas (Tamaulipas), donde tiene el nombre de Chihue, al pasar frente al municipio de Llera recibe el nombre de Guayalejo y es hasta cuando pasa por la Villa Manuel, municipio de González, cuando es llamado Tamesí, nombre que conserva los últimos 150 kilómetros. Llega al estado de Veracruz donde es utilizado para delimitar la frontera entre este estado y el estado de Tamaulipas. En la parte donde es llamado río Tamesí, es utilizado para la navegación de lanchas y chalanes.
Las actividades económicas principales en torno al río son: ingenios azucareros, agricultura de riego y de temporal, ganadería y termoeléctrica.